# Répcelak
Répcelak − miasto na Węgrzech, w komitacie Vas, w powiecie Sárvár.

## Miasta partnerskie
- Lehnice